# Ralf-Peter Devaux
Ralf-Peter Rüdiger Devaux (* 22. Mai 1940 in Schloßberg) ist ein ehemaliger deutscher Geheimdienstler. Er war Oberst des Ministeriums für Staatssicherheit (MfS) der DDR und von 1987 bis 1990 stellvertretender Leiter der Hauptverwaltung Aufklärung.

## Leben

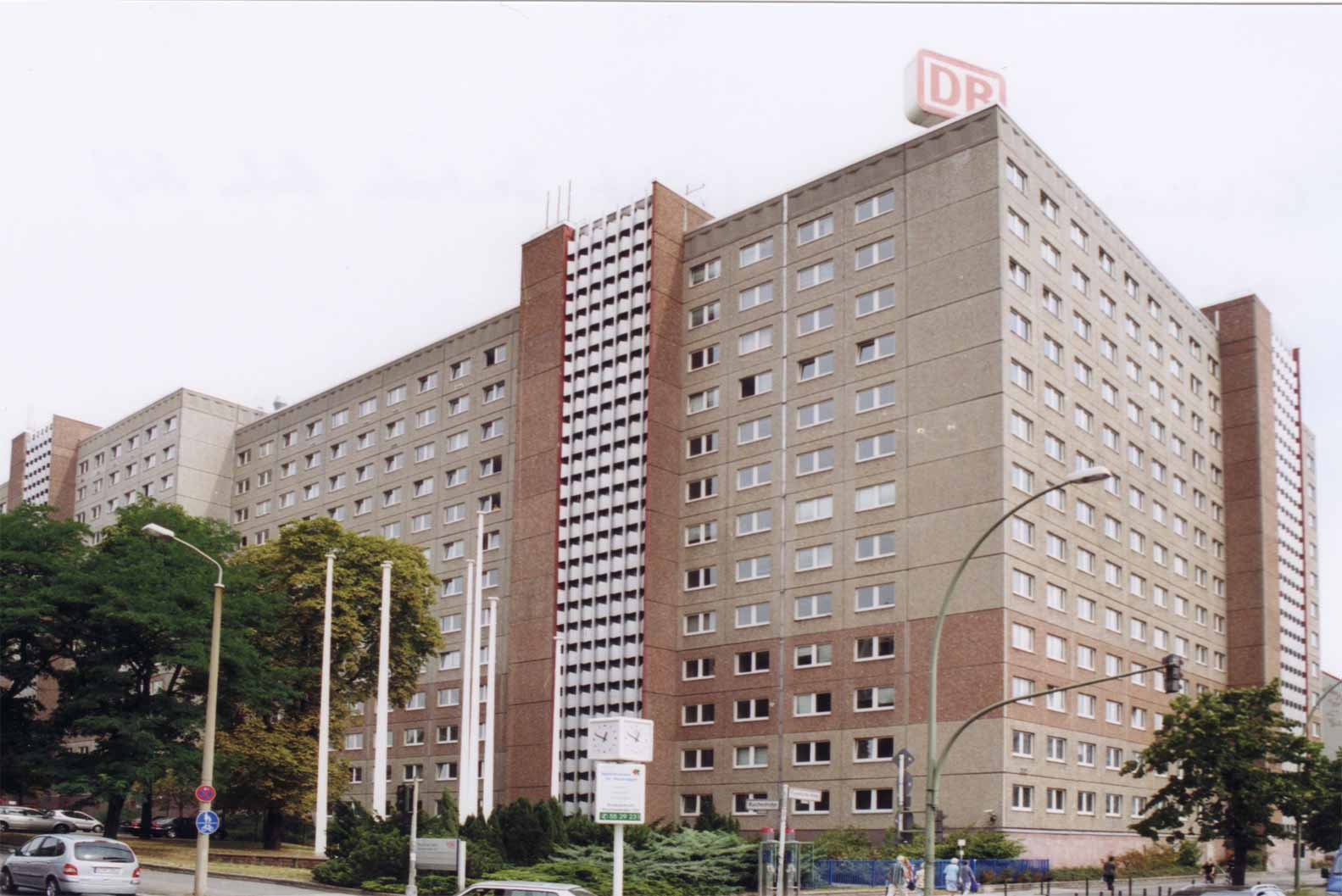
Hauptsitz der HV A im „Haus 15“ der Zentrale des Ministeriums für Staatssicherheit in Berlin-Lichtenberg

Devaux trat 1957 in die SED ein. Nach Ablegung des Abiturs 1958 absolvierte er bis 1962 ein Jurastudium an der Humboldt-Universität zu Berlin mit dem Abschluss als Diplom-Jurist. Ab 1960 wurde er als Inoffizieller Mitarbeiter (IM) des MfS geführt. Nach einem Lehrgang 1963/64 an der Schule der Hauptverwaltung Aufklärung trat Devaux in das Ministerium für Staatssicherheit ein. In seiner Abteilung wurde unter anderem Günter Guillaume geführt, der die Guillaume-Affäre rund um Willy Brandt auslöste, die zum Rücktritt des Bundeskanzlers führte. Von 1977 bis 1981 war er als 1. Sekretär der Ständigen Vertretung der DDR in Bonn gleichzeitig Leiter der Residentur der Hauptverwaltung Aufklärung (HVA). 
1986/87 studierte er an der Parteihochschule „Karl Marx“. Ab 1987 war er als Oberst stellvertretender Leiter der HVA und zuständig für die HVA-Abteilungen I (Staatsapparat der BRD), II (Parteien und gesellschaftliche Organisationen in der BRD), XVI (Operative Nutzung offizieller Kontakte) und XVIII (Führung von Sabotageagenten). Im Jahr 1989 war er kurzzeitig Mitglied der Außenpolitischen Kommission beim Politbüro des Zentralkomitees der SED. Devaux blieb bis zur Auflösung des MfS 1990 im Dienst.